# Епархия Пенономе
Епархия Пенономе (лат. Dioecesis Poenonomensis) — епархия Римско-Католической церкви с центром в городе Пенономе, Панама. Епархия Давида входит в митрополию Панамы. Епархия Пенономе распространяет свою юрисдикцию на всю территорию провинции Кокле. Кафедральным собором епархии Пенономе является церковь святого Иоанна Крестителя в городе Пенономе.

## История
18 декабря 1993 года Римский папа Иоанн Павел II издал буллу "Quo aptius", которой учредил епархию Пенономе, выделив её из архиепархии Панамы.

## Ординарии епархии
- епископ Uriah Ashley (18.12.1993 — 25.06.2015), назначен вспомогательным епископом Панамы;
- епископ Edgardo Cedeño Muñoz, S.V.D. (с 15 октября 2015 года).

## Источник
- Annuario Pontificio, Libreria Editrice Vaticana, Città del Vaticano, 2003, ISBN 88-209-7422-3
- Булла Quo aptius  (лат.)